# Sophronica exocentroides
Sophronica exocentroides là một loài bọ cánh cứng trong họ Cerambycidae.